# Arina Folts
Arina Folts (* 1. Januar 1997 in Taschkent) ist eine usbekische Tennisspielerin.

## Karriere
Folts, die vorzugsweise auf Hartplatz spielt, begann im Alter von acht Jahren mit dem Tennissport. Sie spielt bislang vor allem auf der ITF Women’s World Tennis Tour, wo sie bislang zwei Turniersiege im Doppel erreichte.
Ihr erstes Turnier spielte sie im April 2011 in Qarshi. Im September 2012 erhielt sie eine Wildcard für die Qualifikation zu den Tashkent Open 2012, wo sie Wesna Ratkowna Dolonz in der ersten Runde klar in zwei Sätzen mit 1:6 und 0:6 unterlag. Bei den Tashkent Open 2013 erhielt sie eine Wildcard für das Hauptfeld, wo sie María Teresa Torró Flor in der ersten Runde mit 0:6 und 3:6 unterlag. Ebenfalls mit einer Wildcard startete sie zusammen mit ihrer Partnerin Guzal Yusupova im Doppel, wo sie Weronika Kapschaj und Teodora Mirčić mit 0:6 und 2:6 unterlagen. Auch 2014 schied sie beim gleichen Wettbewerb ebenfalls sowohl in der Qualifikation im Einzel sowie im Doppel in der ersten Runde aus., ebenso 2015 und 2016.
Im Jahr 2013 spielte Folts erstmals für die usbekische Fed-Cup-Mannschaft; ihre Fed-Cup-Bilanz weist bislang 2 Siege bei 7 Niederlagen aus.
Ihr bislang letztes internationale Turnier spielte Folts im Juni 2019. Sie wird daher nicht mehr in der Weltrangliste geführt.

## Turniersiege

### Doppel
| Nr. | Datum             | Turnier  | Kategorie   | Belag | Partnerin        | Finalgegnerinnen           | Ergebnis          |
| --- | ----------------- | -------- | ----------- | ----- | ---------------- | -------------------------- | ----------------- |
| 1.  | 16. November 2014 | Antalya  | ITF $10.000 | Sand  | Valeria Prosperi | Irina Bara Melis Sezer     | 3:6, 7:64, [10:5] |
| 2.  | 18. März 2017     | Hammamet | ITF $15.000 | Sand  | Nina Potočnik    | Emma Léné Valentine Bacher | 6:4, 6:3          |